# Calle Halsey (línea Canarsie)
La Calle Halsey es una estación en la línea Canarsie del Metro de la Ciudad de Nueva York de la división B del Brooklyn–Manhattan Transit Corporation. La estación se encuentra localizada entre los límites de Brooklyn y Queens entre la Calle Halsey y la Avenida Wyckoff. La estación es servida en varios horarios por los trenes del Servicio .

## Enlaces externos

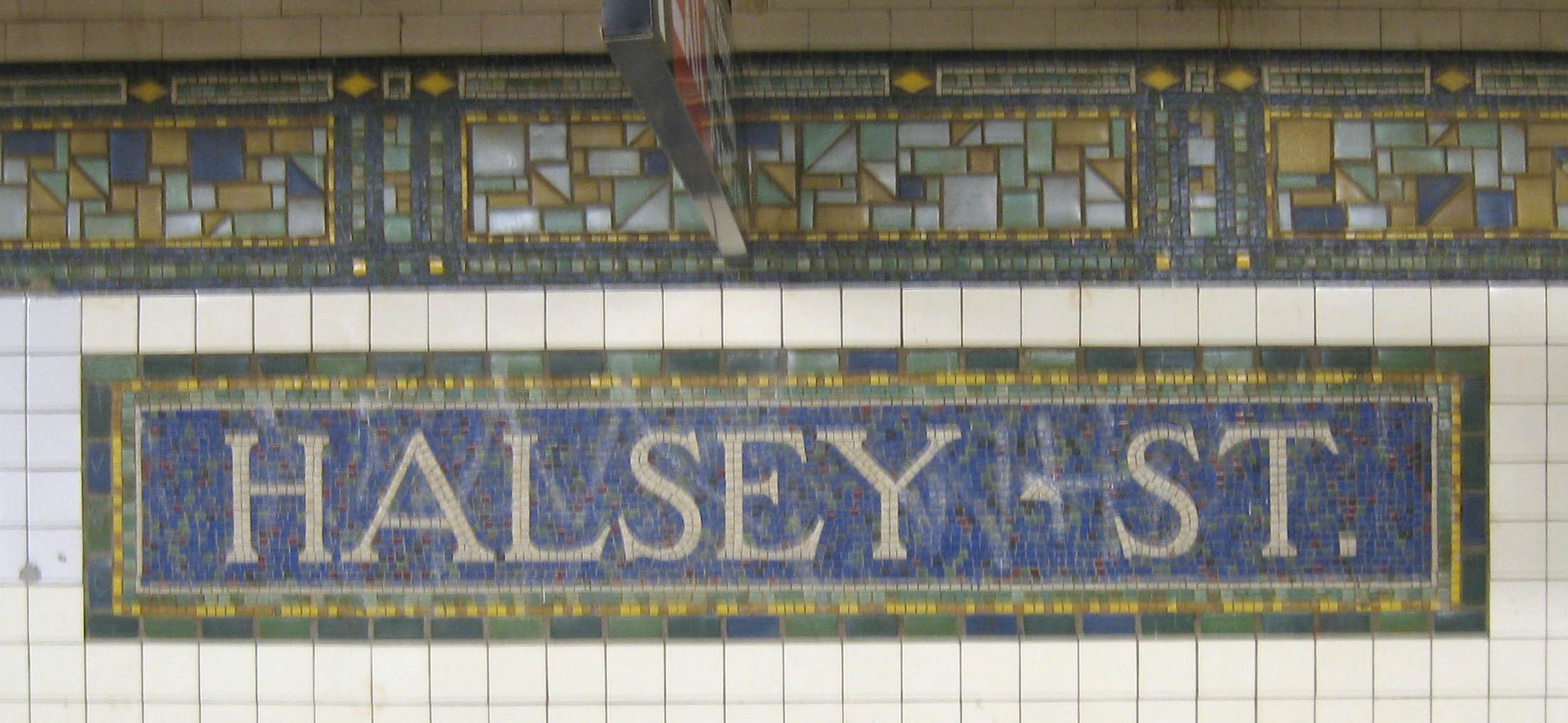
Mosaicos de la plataforma sur.